# Отилия Йенджейчак
Отѝлия Йенджѐйчак (на полски: Otylia Jędrzejczak) е полска плувкиня, специалистка в стиловете бътерфлай и кроул, олимпийска шампионка, двукратна световна шампионка, петкратна европейска шампионка в голям басейн, трикратна световна рекордьорка.
В годините 2004 – 2006 е избрана за най-добър полски спортист от Пшегльонд Спортови. През 2005 година е избрана за най-добра плувкиня на Европа от списанието „Swimming World“. В 2019 година е въведена в Световната зала на плувната слава.